# Рюштю Речбер
Рюштю Речбер (тур. Rüştü Reçber, нар. 10 травня 1973, Коркутелі) — колишній турецький футболіст, воротар.
Насамперед відомий виступами за «Фенербахче» та «Бешикташ» , а також національну збірну Туреччини.
2004 року був включений до переліку «125 найкращих футболістів світу», складеного легендарним Пеле на прохання ФІФА з нагоди 100-річчя цієї організації.

## Клубна кар'єра
Народився 10 травня 1973 року в Коркутелі. Вихованець футбольної школи клубу «Бурдургучу».
У дорослому футболі дебютував 1991 року виступами за «Антальяспор», в якому провів три сезони, взявши участь у 35 матчах чемпіонату.
Своєю грою за цю команду привернув увагу представників тренерського штабу клубу «Фенербахче», до складу якого приєднався влітку 1994 року. Відіграв за стамбульську команду наступні дев'ять сезонів своєї ігрової кар'єри. Більшість часу, проведеного у складі «Фенербахче», був основним голкіпером команди.
Протягом сезону 2003—04 років захищав кольори команди клубу «Барселона», проте не зміг завоювати місце в основі через незнання іспанської мови, поступившись Віктору Вальдесу.
Тому вже влітку 2004 року Рюштю повернувся до «Фенербахче», у якому провів ще три сезони. З 2006 року Речбер став програвати місце в воротах Волкану Демірелю, тому влітку 2007 року на правах вільного агента перебрався до «Бешикташу», головного ворога «Фенербахче», чим викликав обурення вболівальників. Завершив ігрову кар'єру виступами за «Бешикташ» у 2012 році.

## Виступи за збірну
1994 року дебютував в офіційних матчах у складі національної збірної Туреччини. 
У складі збірної був учасником чемпіонату Європи 1996 року в Англії, чемпіонату Європи 2000 року у Бельгії та Нідерландах, чемпіонату світу 2002 року в Японії і Південній Кореї, на якому команда здобула бронзові нагороди, розіграшу Кубка Конфедерацій 2003 року у Франції та чемпіонату Європи 2008 року в Австрії та Швейцарії.
Всього за 19 років провів у формі головної команди країни 120 матчів.

## Статистика

### Клуб
Станом на кінець сезону 2008/09 років
| Чемпіонат | Чемпіонат     | Чемпіонат | Ліга | Ліга | Кубок           | Кубок           | Континент. змаг. | Континент. змаг. | Всього | Всього |
| Сезон     | Клуб          | Ліга      | Ігри | Голи | Ігри            | Голи            | Ігри             | Голи             | Ігри   | Голи   |
| Туреччина | Туреччина     | Туреччина | Ліга | Ліга | Кубок Туреччини | Кубок Туреччини | Європа           | Європа           | Всього | Всього |
| --------- | ------------- | --------- | ---- | ---- | --------------- | --------------- | ---------------- | ---------------- | ------ | ------ |
| 1991/92   | «Антальяспор» |           | 1    | 0    | -               | -               | -                | -                | 1      | 0      |
| 1992/93   | «Антальяспор» |           | 1    | 0    | -               | -               | -                | -                | 1      | 0      |
| 1993/94   | «Антальяспор» |           | 33   | 0    | -               | -               | -                | -                | 33     | 0      |
| 1994/95   | «Фенербахче»  | Суперліга | 9    | 0    | 8               | 0               | -                | -                | 17     | 0      |
| 1995/96   | «Фенербахче»  | Суперліга | 29   | 0    | 11              | 0               | -                | -                | 40     | 0      |
| 1996/97   | «Фенербахче»  | Суперліга | 28   | 0    | 8               | 0               | -                | -                | 36     | 0      |
| 1997/98   | «Фенербахче»  | Суперліга | 33   | 0    | 5               | 0               | -                | -                | 38     | 0      |
| 1998/99   | «Фенербахче»  | Суперліга | 30   | 0    | 5               | 0               | -                | -                | 35     | 0      |
| 1999/00   | «Фенербахче»  | Суперліга | 25   | 0    | 9               | 0               | -                | -                | 34     | 0      |
| 2000/01   | «Фенербахче»  | Суперліга | 33   | 0    | 8               | 0               | -                | -                | 41     | 0      |
| 2001/02   | «Фенербахче»  | Суперліга | 30   | 0    | 12              | 0               | -                | -                | 42     | 0      |
| 2002/03   | «Фенербахче»  | Суперліга | 24   | 0    | -               | -               | -                | -                | 24     | 0      |
| Іспанія   | Іспанія       | Іспанія   | Ліга | Ліга | Кубок Іспанії   | Кубок Іспанії   | Європа           | Європа           | Всього | Всього |
| 2003/04   | «Барселона»   | Ла Ліга   | 4    | 0    | -               | -               | 3                | 0                | 7      | 0      |
| Туреччина | Туреччина     | Туреччина | Ліга | Ліга | Кубок Туреччини | Кубок Туреччини | Європа           | Європа           | Всього | Всього |
| 2004/05   | «Фенербахче»  | Суперліга | 29   | 0    | -               | -               | 6                | 0                | 35     | 0      |
| 2005/06   | «Фенербахче»  | Суперліга | 17   | 0    | -               | -               | -                | -                | 17     | 0      |
| 2006/07   | «Фенербахче»  | Суперліга | 8    | 0    | -               | -               | -                | -                | 8      | 0      |
| 2007/08   | «Бешикташ»    | Суперліга | 22   | 0    | -               | -               | -                | -                | 22     | 0      |
| 2008/09   | «Бешикташ»    | Суперліга | 28   | 0    | -               | -               | -                | -                | 28     | 0      |
| 2009/10   | «Бешикташ»    | Суперліга |      |      |                 |                 |                  |                  |        |        |
| Країна    | Туреччина     | Туреччина | 380  | 0    | 66              | 0               | 6                | 0                | 452    | 0      |
| Країна    | Іспанія       | Іспанія   | 4    | 0    | -               | -               | 3                | 0                | 7      | 0      |
| Всього    | Всього        | Всього    | 384  | 0    | 66              | 0               | 9                | 0                | 459    | 0      |

### Збірна
Згідно з даними на сайті rsssf.com
| Збірна Туреччини | Збірна Туреччини | Збірна Туреччини |
| Роки             | Ігри             | Голи             |
| ---------------- | ---------------- | ---------------- |
| 1994             | 2                | 0                |
| 1995             | 11               | 0                |
| 1996             | 10               | 0                |
| 1997             | 7                | 0                |
| 1998             | 5                | 0                |
| 1999             | 7                | 0                |
| 2000             | 9                | 0                |
| 2001             | 10               | 0                |
| 2002             | 13               | 0                |
| 2003             | 13               | 0                |
| 2004             | 12               | 0                |
| 2005             | 4                | 0                |
| 2006             | 10               | 0                |
| 2007             | 2                | 0                |
| 2008             | 3                | 0                |
| 2009             | 1                | 0                |
| 2012             | 1                | 0                |
| Всього           | 120              | 0                |

## Титули і досягнення
- Чемпіон Туреччини (5):

«Фенербахче»: 1995-96, 2000-01, 2004-05, 2006-07
«Бешікташ»: 2008-09
- Володар Кубка Туреччини (2):

«Бешікташ»: 2008-09, 2010-11
- Бронзовий призер чемпіонату світу: 2002